# Jean-Marie Souriau
Jean-Marie (Papy) Souriau (París, 3 de junio de 1922 – 15 de marzo de 2012) fue un matemático y físico francés. Fue conocido por sus trabajos en geometría simpléctica, de la cual es uno de los pioneros. Ha publicado varias obras, entre ellas un tratado de relatividad (Sou64b) y un tratado de mecánica (Sou70). Desarrolló de manera esencial el aspecto simpléctico de la mecánica clásica y cuántica: como la primera interpretación geométrica del spin y muchas nociones importantes hoy día, como la acción coadjunta de un grupo sobre su espacio de momentos, la aplicación momento, la precuantización (cuantificación geométrica), la clasificación de las variedades simplécticas homogéneas, los espacios difeológicos y muchas otras.